# Firefox Móvil
Firefox Móvil (en inglés, Firefox for mobile) es un navegador de internet para dispositivos móviles, tales como teléfonos inteligentes y tabletas. Su nombre en clave es Fenix, el cual toma base del antiguo Firefox Móvil cuyo nombre código era Fennec. Se caracteriza en la administración y sincronización de datos mediante Firefox Sync, así como su soporte de complementos y multipestaña.
La interfaz de usuario está completamente rediseñada para pantallas pequeñas, los controles se esconden de modo que solo el contenido de la página se muestra y se maneja con gestos táctiles. Posee una múltiple compatibidad en dispositivos Android a partir de la versión 2.3, y fue el navegador por defecto en el extinto sistema operativo móvil Firefox OS.

## Historia
La primera versión del navegador fue la 1.0 alpha 1, esta versión fue lanzada el 16 de octubre de 2008 para el dispositivo móvil Nokia N800/N810 (Sistema operativo Maemo); también fue liberada una versión para ser probada en Windows, Mac y Linux. El 22 de diciembre de este año se lanzó la segunda y última alpha para Nokia Maemo basados en las tabletas N800/N810. El 17 de marzo de 2009, fue liberada la primera versión beta del navegador para Maemo (N800/N810), se empieza a usar el intérprete de JavaScript TraceMonkey, también usado en Firefox 3.1. Cuando fue liberado en el 2009 la quinta beta para los dispositivos de Maemo, se utilizó el branding de Firefox; se incluyó el nombre "Firefox" y su respectivo logo.
Así mismo, el 10 de febrero de 2009, fue liberada la versión 1.0 alpha 1 para Windows Mobile (bajo nombre Minimo). Sin embargo, por los problemas de restricción del SDK, en el 2010 se tuvo que suspender el desarrollo para evitar conflictos legales. Previamente se había desarrollado la tercera alfa dedicada a los dispositivos que posean la versión 6 del sistema operativo.

### Adopción en iPhone yFirefox Home
Aparte de su desarrollo para móviles, Mozilla enfocó limitadamente en la plataforma iOS. Firefox Home fue una versión inspirada de la tecnología de sincronización (Sync), donde muestra una lista de marcadores e historial cuando se afilia su cuenta. El grave problema es la carencia de navegador propio; la razón es que se debe realizar bajo Webkit, el motor de renderizado de Safari.
Fue lanzado en julio de 2010, y duró más de 2 años. La última actualización fue en febrero de 2011, y su código fuente fue liberado para adaptar con otros programas. Después de ello, los desarrolladores publicaron un prototipo sucesor llamado Junior, disponible para iPad. Dicho concepto busca crear una experiencia sencilla a pantalla completa.

### Desarrollo y adopción en Android

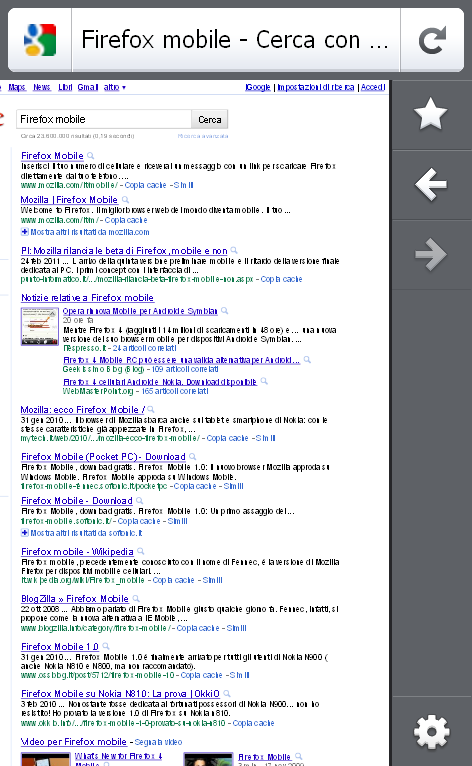
Interfaz de Firefox en una versión candidata para Android (4.0).

Después fue lanzado para sistemas operativos móviles de Android, nuevamente bajo el nombre clave Fennec, dejando a lado a Maemo y enfocando a los teléfonos inteligentes. La versión 2.0 fue inicialmente desarrollado en abril de 2010, y su beta continuó hacia finales de este año. La metodología inicial para numerar las versiones fue abandonada en la versión 2.0, y se optó por el ciclo de actualizaciones de la versión de escritorio meses después.
Las nuevas actualizaciones correspondientes a la versión 4.0, lanzado finalmente el 29 de marzo de 2011. cambiaban drásticamente su interfaz. En el principio se lanzó una versión preliminar, cuyas características son la integración de extensiones, soporte para sincronización, y una barra simplificada administrada por gestos.

## Historial de lanzamientos
El navegador utiliza las mismas versiones del motor de renderizado Gecko que su contraparte de escritorio. Por ejemplo, la versión 1.0 utilizó el mismo motor que el Firefox 3.6, y la versión subsequente, la 4.0, compartió sus principales componentes con el Firefox 4.0.
- Versión 1: 28 de enero de 2010. Para Maemo.[19]
- Versión 4: 29 de marzo de 2011. Primera para Android, última para Maemo.[17]
- Versión 5: 21 de junio de 2011. Sólo para Android.[20]
- Versión 6: 16 de agosto de 2011.[21]
- Versión 6.0.1: 30 de agosto de 2011.[22]
- Versión 6.0.2: 6 de septiembre de 2011.[23]
- Versión 7.0: 27 de septiembre de 2011.
- Versión 7.0.1: 2 de octubre de 2011.
- Versión 8.0: 8 de noviembre de 2011.
- Versión 9.0: 31 de diciembre de 2011.
- Versión 10.0: 31 de enero de 2012.[24]
- Versión 10.0.1: 10 de febrero de 2012.[25]
- Versión 10.0.2: 17 de febrero de 2012.[26]
- Versión 10.0.3: 13 de marzo de 2012.[27]
- Versión 10.0.4: 14 de abril de 2012.[28]
- Versión 10.0.5: 5 de junio de[29]
- Versión 14.0: 26 de junio de 2012.[30]
- Versión 15.0: 28 de agosto de 2012.[31]
- Versión 15.0.1: 10 de septiembre de  2012.[32]
- Versión 16.0: 9 de octubre de 2012.[33]
- Versión 16.0.1: 11 de octubre de  2012.[34]
- Versión 17: 19 de noviembre de 2012.[35]
- Versión 18: 8 de enero de 2013.[36]
- Versión 18.0.2: 7 de febrero de 2013.[37]
- Versión 19.0: 19 de febrero de 2013.[38]
- Versión 19.0.2: 7 de marzo de 2013. Last Versión to support Android 2.1.[39]
- Versión 20.0: 2 de abril de 2013. Supports Android 2.2 or newer.[40]
- Versión 20.0.1: 11 de abril de 2013.[41]
- Versión 21.0: 14 de mayo de 2013.[42]
- Versión 22.0: 25 de junio de 2013.[43]
- Versión 23.0: 6 de agosto de  2013.[44]
- Versión 24.0: 17 de septiembre de 2013.[45]
- Versión 25.0: 29 de octubre de 2013.[46]
- Versión 25.0.1: 15 de noviembre de 2013.[47]
- Versión 26.0: 10 de diciembre de 2013.[48]
- Versión 26.0.1: 20 de diciembre de 2013.[49]
- Versión 27.0: 4 de febrero de 2014.[50]
- Versión 28.0: 18 de marzo de 2014.[51]
- Versión 28.0.1: 24 de marzo de 2014.[52]
- Versión 29.0: 29 de abril de 2014.[53]
- Versión 29.0.1: 9 de mayo de 2014.[54]
- Versión 30.0: 10 de junio de 2014.[55]
- Versión 31.0: 22 de julio de 2014. Last Versión to support Android 2.2 and ARMv6 chipset; security updates were released through January 2015.[56]
- Versión 32.0: 2 de septiembre de 2014, added support for Firefox OS.[57]
- Versión 32.0.1: 10 de septiembre de 2014[58]
- Versión 32.0.3: 24 de septiembre de 2014[59]
- Versión 33.0: 13 de octubre de 2014[60]
- Versión 33.1: 10 de noviembre de 2014,[61] celebrating Firefox's 10-Year Anniversary.[62]
- Versión 34.0: 1 de diciembre de 2014[63]
- Versión 34.0.1: 19 de diciembre de 2014
- Versión 35.0: 13 de enero de 2015[64]
- Versión 35.0.1: 5 de febrero de 2015[65]
- Versión 36.0: 27 de febrero de 2015[66]
- Versión 36.0.1: 6 de marzo de 2015[67]
- Versión 36.0.2: 16 de marzo de 2015[68]
- Versión 36.0.3:20 de marzo de 2015[69]
- Versión 36.0.4: 21 de marzo de 2015[70]
- Versión 37.0:31 de marzo de 2015.[71] Split releases between API levels for Android 2.3 / 3.0 and newer.[72]
- Versión 37.0.1: 3 de abril de 2015[73]
- Versión 37.0.2: 14 de abril de 2015[74]
- Versión 38.0: 12 de mayo de 2015[75]
- Versión 38.0.5: 2 de junio de 2015[76]
- Versión 39.0: 2 de julio de 2015[77]
- Versión 40.0: 11 de agosto de 2015[78]
- Versión 40.0.3: 27 de agosto de 2015[79]

## Características
Firefox Móvil tiene unas características muy parecidas a las de su "hermano mayor" Mozilla Firefox:
- Soporte de estándares: Firefox Móvil tiene un amplio soporte a los estándares web. Alcanza una puntuación de 94/100 puntos en el test Acid3 - igual que Firefox 3.6. Entre ellas: HTML, soportada la versión 4 y algunas características de la 5. CSS, soportada casi al máximo la versión 2.1 y muchas características de la 3. Javascript, AJAX, SVG, XUL, XML, Ogg y otros.
- Firefox Móvil permite la navegación por pestañas.
- Firefox Móvil tiene un uso de la barra de direcciones parecido al de Firefox.
- Firefox Móvil guarda el historial y los favoritos (marcadores) para que los puedas volver a usar.
- Así mismo también guarda las contraseñas (a criterio) para que no tener que volver a escribirlas continuamente.
- Firefox Móvil está preparado para el uso con pantalla táctil, con una interfaz optimizada para ello.

### Opciones ocultas (about:)
Firefox Móvil tiene unas funciones que se activan escribiendo en la barra de direcciones lo siguiente:
- about: Aparece información sobre el navegador y su versión.
- about:cache Muestra el contenido de la caché: en memoria, en disco y offline.
- about:plugins Muestra información sobre los plugins instalados.
- about:mozilla Huevo de Pascua. El libro de Mozilla.
- about:config Lista de variables internas. Modificables bajo la responsabilidad del usuario.
- about:buildconfig Muestra la versión del compilador y sus opciones de compilación.
- about:credits Listado alfabético de personas que han contribuido a la creación de Firefox.
- about:logo Logo de Fennec.
- about:license Compendio de licencias en las que se basa Fennec.

### Intérprete de JavaScript
Desde la primera beta el intérprete de JavaScript es Tracemonkey, el mismo usado en Firefox 3.5

## Recepción
Las principales quejas pre-versión 14 fueron la lenta velocidad de navegación, la falta de soporte Flash y la incapacidad de mostrar una página web en su versión para escritorio. Para hacer frente a estas preocupaciones, Mozilla rediseñó el navegador en la versión 14.0, añadiendo soporte para Flash, la mejora de la puesta en marcha de velocidad , así como otras mejoras. Esta actualización mejoró dramáticamente Firefox Móvil. La media de puntuación a diciembre de 2015 del navegador en Google Play fue 4.4 de 5 estrellas, basado en 1.930.348 puntuaciones de usuarios.